# 986 Амелія
986 Амелія (1922 MQ, 1935 BK, 1966 VA, A915 JC, 986 Amelia) — астероїд головного поясу, відкритий 19 жовтня 1922 року.
Тіссеранів параметр щодо Юпітера — 3,129.